# لیتلبری
لیتلبری (به انگلیسی: Littlebury) یک روستا و محله مدنی در بریتانیا است که در آتلزفورد واقع شده‌است. لیتلبری ۸۶۹ نفر جمعیت دارد.